# 中国人民解放军海军第二职工大学
中国人民解放军海军第二职工大学，简称海军第二职工大学、上海海军第二职工大学，是曾经存在的一所理工类专科教育成人高等院校，隶属中国人民解放军海军，军事级别不详。

## 历史沿革
- 1985年，创建中国人民解放军海军舰船维修大学（上海分校）。
- 后，独立为中国人民解放军海军舰船维修第二职工大学

- 后，更名中国人民解放军海军第二职工大学。
- 1992年，撤销海军第二职工大学。